# 烏干達華人
華人，於過去10年在烏干達增長迅速，因為中烏貿易快速成長。
乌干达独立之前，英国作为宗主国曾向当地大量引入亚裔移民，以华人和印度人为主，其中华人主要来自同为英国殖民地的香港和马来半岛等地。华人通常从事农场和个体经营，也在殖民地机关担任文职人员或从事银行和金融等高端行业。长期以来，华人群体在乌干达逐渐成为了农业和商业两大行业的代表。他们通常受过良好教育，经济状况也普遍好于乌干达本地人。英国记者利斯托威尔在《阿明传记》一书中称，普通黑人往往认为亚洲人奸诈狡猾，一些华商更是因放高利贷而声名狼藉。而华人社区在乌干达相对封闭，恪守自己的宗教、语言和传统，除了生意之外与当地人交往甚少，特别是极少与当地人通婚。
1962年乌干达脱离英国独立后，在时任乌干达总理米尔顿·奥博特治下开始出现针对亚裔群体的限制性政策。1968年，乌干达工商业非洲化委员会提出一系列针对亚洲人的举措。1971年，陆军少将伊迪·阿明推翻奥博特政权后自任总理。阿明上台后公开对中国进行点名攻击，声称中国资助奥博特的支持者暗杀自己。中国外交部对此两次进行了驳斥和抗议，把阿明当局称为反动军人通过武力政变取得的政权。1972年，阿明利用宗教迷信的借口，将包括华人和印度人在内的全部亚洲人塑造为“剥削者”的形象，宣布将乌干达境内的7万多名华侨全部驱逐出境，包括已获乌干达国籍者，拒绝离境者将被关进集中营。亚洲人被要求在3个月之内全部离境，而且几乎不能带走任何财产（上限仅有50英镑）。许多亚裔在被驱逐的途中遭到乌干达士兵公然劫掠和滥施暴力，甚至有妇女遭强奸。在3个月的时间内，10余万亚洲人几乎全部撤离乌干达，未离境者不足百人。亚洲人遭驱逐后，留下的大量企业和资产被转到阿明的亲信手中。此举导致中国政府在1979年的乌坦战争中帮助坦桑尼亚将阿明政权推翻。
1982年奥博特重新上台后，采取法律和行政措施鼓励亚洲人回到乌干达。政府颁布“被没收财产法令”，规定亚洲人返回乌干达后，90天之内归还他们的财产；未经政府同意，被没收的财产五年内不得出售；返回的亚洲人有资格获得已售出财产的赔偿等，一共归还由阿明政权扣押的3500家亚洲人企业，价值4亿美元。
1986年，约韦里·穆塞韦尼领导的“人民抵抗军（Popular Resistance Army）”上台执政。1991年1月，穆塞韦尼公开承认20世纪70年代驱逐亚洲人的政策是错误的，向他们赔礼道歉，并正式邀请被驱逐的亚裔居民返回家园，发还其被没收的产业。因此现在的乌干达华侨大多是在20世纪90年代后重返乌干达的，并依然以从事商业为主，如银行业等。

## 貿易
中烏貿易關係快速成長始於2005年，當時中國投資者尚只投資酒店和餐廳，到2010年中國已成為繼英國後烏干達第二大投資者。
烏干達最大的華人投資者是出身瀋陽的張豪，他在1999年來到烏干達，最初只是從事入口生意，但後來涉足餐廳、麵包店、平板電視和保安公司等業務。
然而，華人貿易商和居民人數增加卻引起了反彈。來自中國的店主的湧入使得在零售競爭中的烏干達人感到震驚。2011年7月，坎帕拉的烏干達店主罷市，抗議價格上漲，匯率不穩定以及中國和印度貿易商的大量競爭。罷市組織者坎帕拉市貿易商協會稱“外來人特別是中國人做小貿易，”為關注的焦點。
除了貿易，華人其他的業務包括建築業、光纖和公路。包括中國政府援建的醫院和政府大樓。

## 整合和社區
中國投資者於2009年3月在烏干達成立了中國企業商會，由30多家企業組成的貿易組織。